# Friedensdenkmal (München)

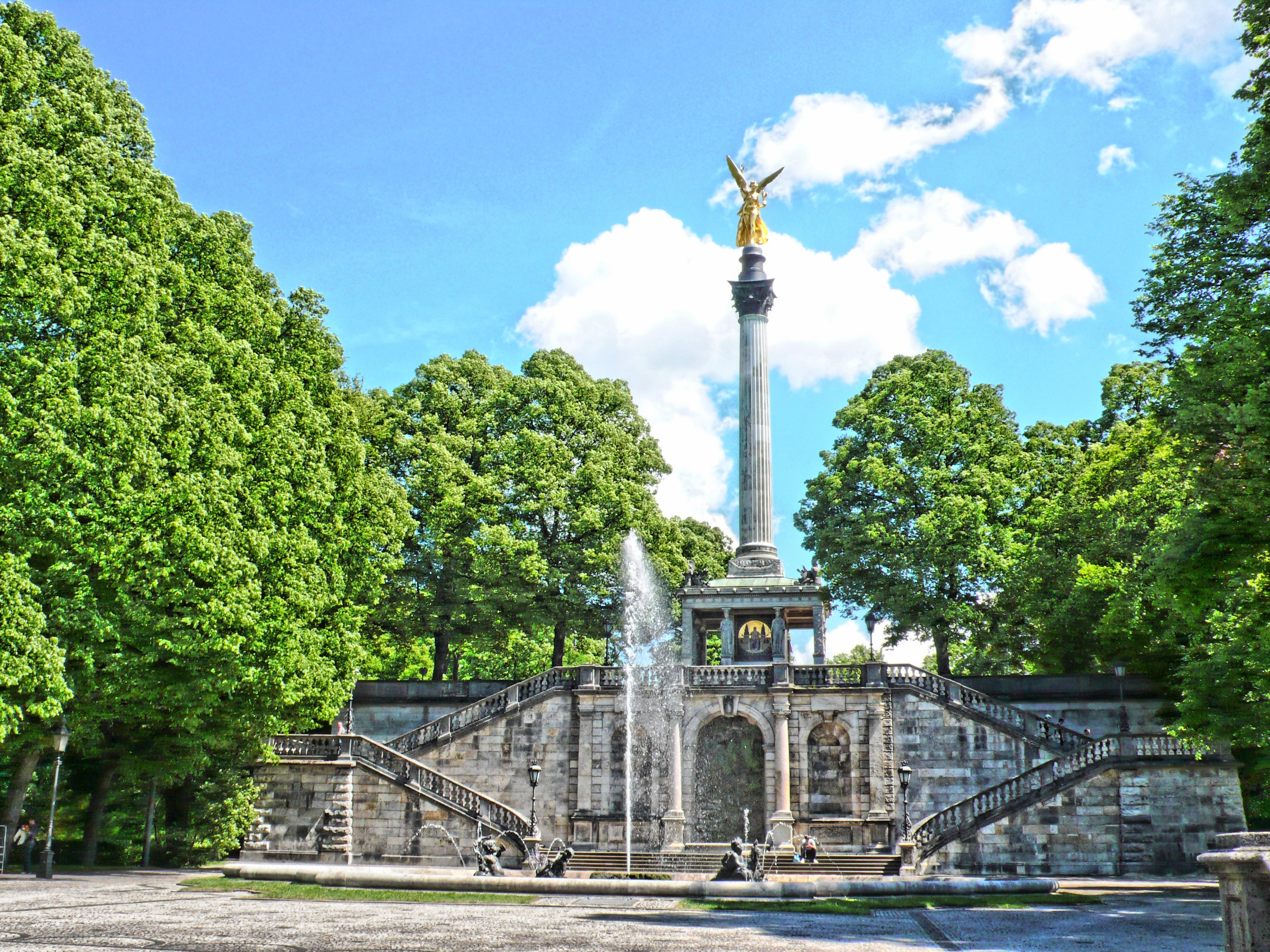
Das Friedensdenkmal in München

Das Friedensdenkmal befindet sich oberhalb der Luitpoldterrasse inmitten der Maximiliansanlagen im Bezirk Bogenhausen der bayerischen Landeshauptstadt München. Es wurde 1896–1899 durch den Prinzregenten Luitpold von den Bildhauern Heinrich Düll, Max Heilmaier und Georg Pezold errichtet, und dem 25-jährigen Bestehen des Frankfurter Friedens gewidmet. Das insgesamt 38 Meter hohe Monument besteht aus einem griechischen Tempel, einer korinthischen Säule und einer vergoldeten Nike, die volkstümlich Friedensengel genannt wird.

## Einführung

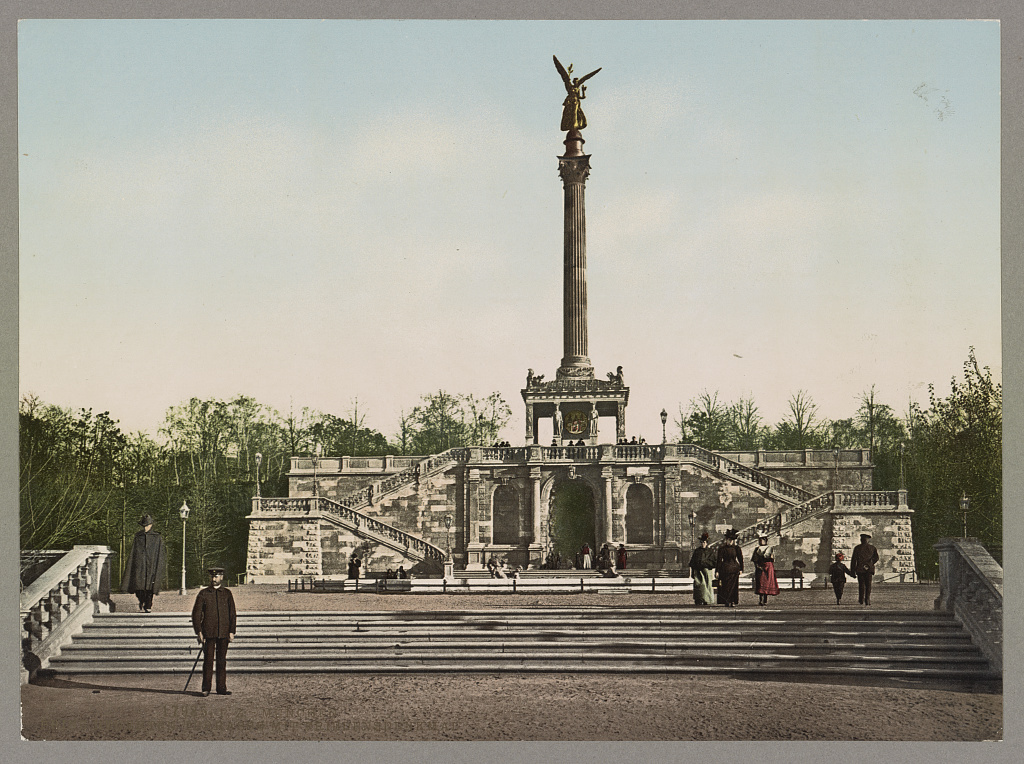
Historische Ansicht (ca. 1900)

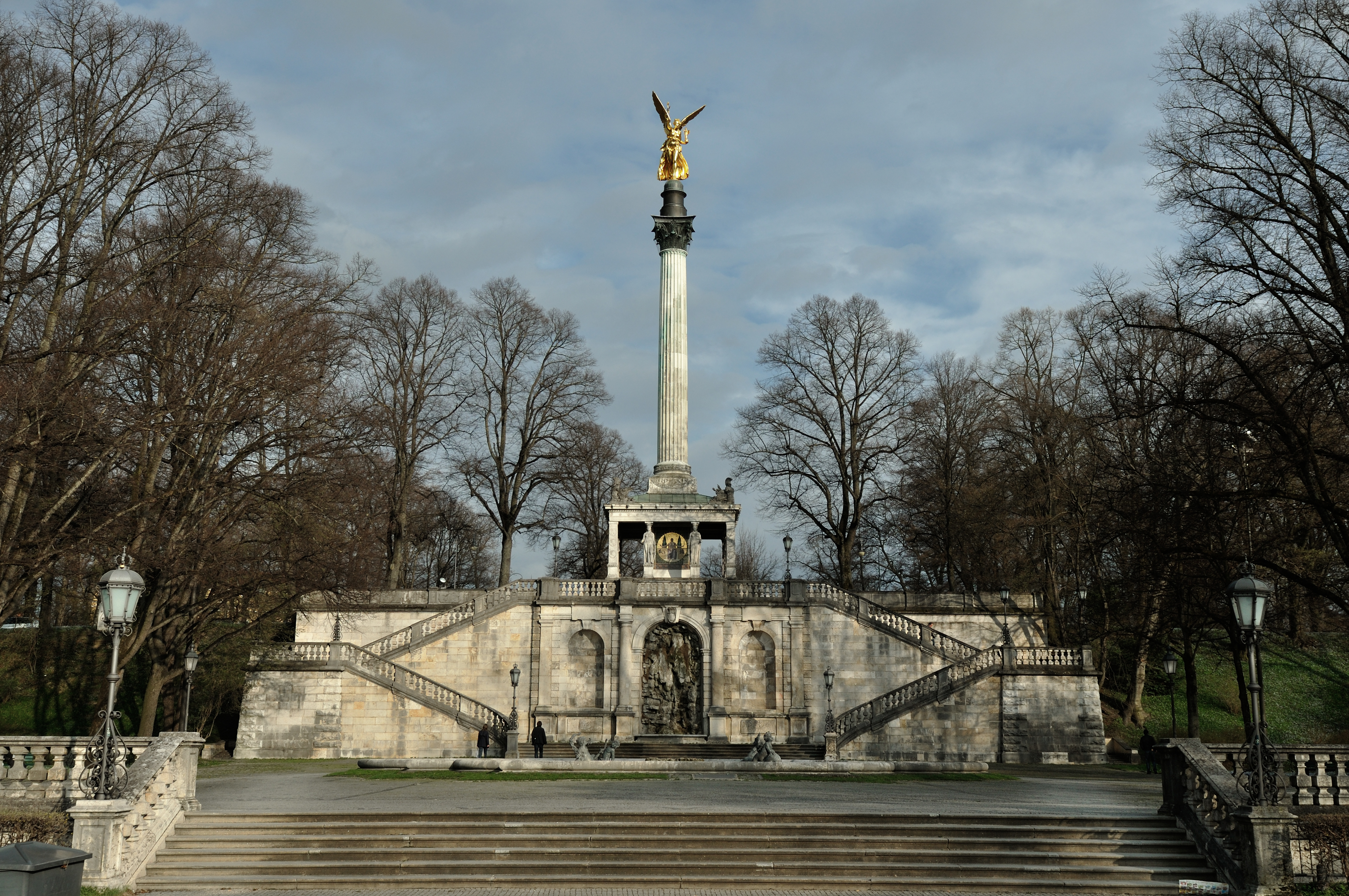
Ansicht von 2012

Im Jahr 1895 wurde von der Prinzregent-Luitpold-Stiftung ein Wettbewerb für die Errichtung eines Denkmals zur Erinnerung an den Sieg im Deutsch-Französischen Krieg von 1870 bis 1871 und als Dank für die Segnungen des Friedens ausgeschrieben. Als Standort war ursprünglich das „Franzosenviertel“ im Stadtteil Haidhausen vorgesehen. Die Grundsteinlegung erfolgt zeitgleich mit der Einweihung der Luitpoldterrasse am 10. Mai 1896, dem 25. Jahrestag des Frankfurter Friedens. Die feierliche Einweihung fand am 28. Jahrestag des Einzugs der siegreichen bayerischen Truppen nach München am 16. Juli 1899 statt. Noch heute wird jährlich an einem Wochenende um dieses Juli-Datum herum das Friedensengelfest gefeiert.
Das Friedensdenkmal wurde von der Stadt München dem Haus Wittelsbach gestiftet und dem 25-jährigen Bestehen des Frankfurter Friedens nach dem Ende des Deutsch-Französischen Krieges von 1870 bis 1871 als Teil der Einigungskriege gewidmet. Die Gestaltung entstand in Zusammenarbeit der Bildhauer Heinrich Düll, Max Heilmaier und Georg Pezold. Das Monument steht auf der Luitpoldterrasse und ist Teil einer dekorativen Anlage im Stil des Historismus. Die gesamte Anlage befindet sich inmitten der Maximiliansanlagen und ist point de vue am östlichen Ende der eine Sichtachse bildenden Prinzregentenstraße. Aus westlicher Richtung fährt man über die Luitpoldbrücke auf die Anlage zu. Dort teilt sich die Prinzregentenstraße, die erst am Europaplatz östlich des Denkmals wieder zusammenfließt. Dieser ist als unechter Kreisverkehr konzipiert, der Verkehrsfluss wird durch Vorfahrtschilder und Ampeln geregelt. In seiner Mitte existiert ein Rondell zum Wenden, in das die umliegenden (Nicht-Vorfahrts-)Straßen einmünden. Der Platz ist von Blumenrabatten und Bäumen eingefasst.
Den Auftakt der Denkmalanlage bildet die steinerne Luitpoldbrücke, die 1900 von Theodor Fischer anstelle der eingestürzten stählernen Prinzregentenbrücke errichtet wurde. Die vier Eckfiguren an den beiden Uferseiten symbolisieren die vier Stämme Bayerns: Altbayern, Schwaben, Franken und die Pfalz. An die Luitpoldbrücke schließt sich in östlicher Richtung die Luitpoldterrasse mit Springbrunnen, Stützmauer, Wandnischen und zweiläufiger Treppenanlage an. Auf der Terrasse erhebt sich das Friedensdenkmal, dessen Bestandteile sich an antiken Vorbildern orientieren. Der Tempel ist an die ionische Korenhalle des Erechtheion auf der Athener Akropolis angelehnt und die goldene Figur an der Spitze ist einer in Pompeji gefundenen Statue der griechischen Siegesgöttin Nike nachempfunden. Diese Figur wird allgemein „Friedensengel“ genannt und ist als goldener Friedensgenius der krönende Abschluss des Friedensdenkmals. Abgeschlossen wird die Anlage mit einem Grünstreifen, der am Europaplatz endet.

## Friedensdenkmal

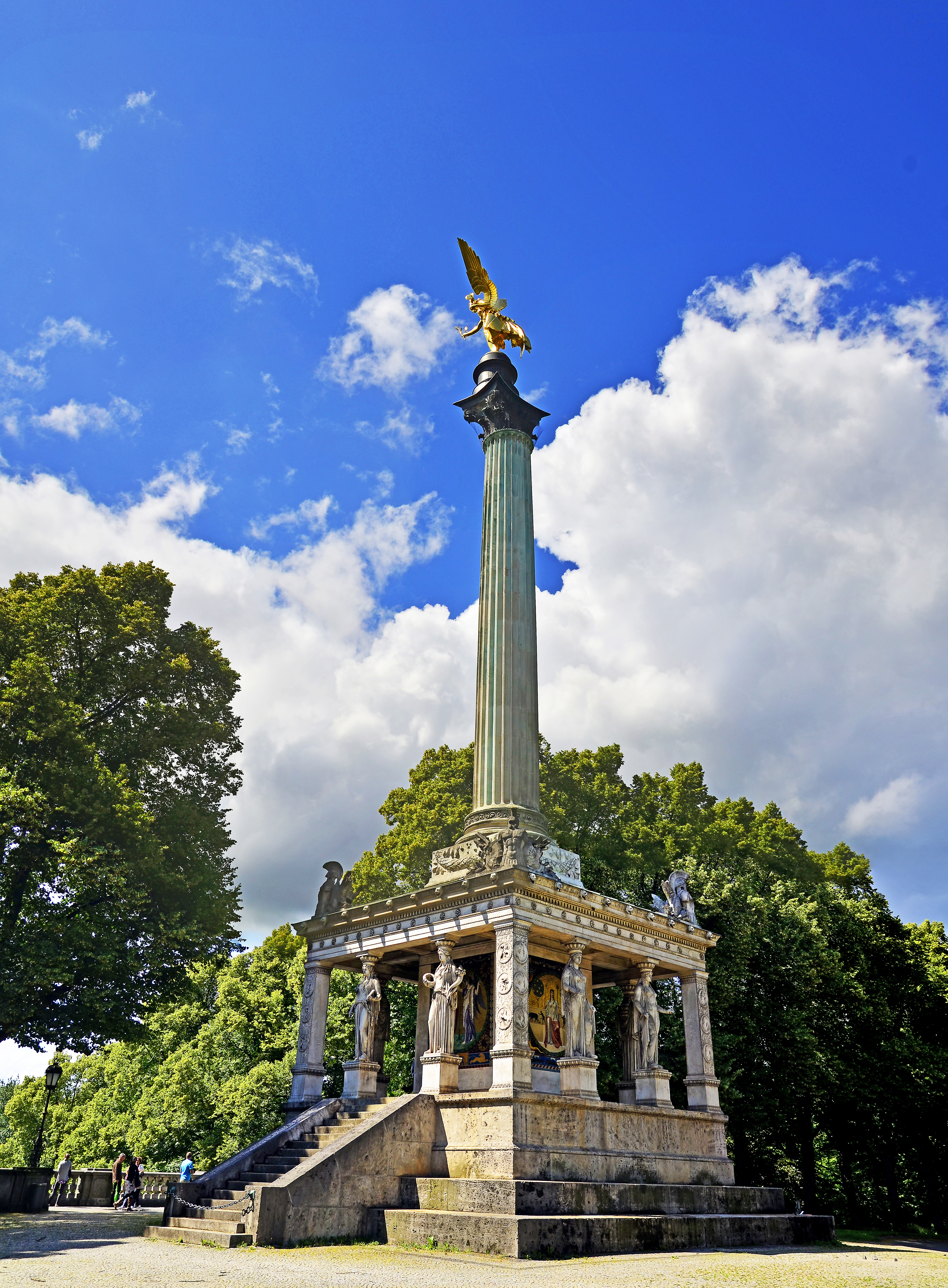
Das Friedensdenkmal oberhalb der Luitpoldterrasse

Das Friedensdenkmal besteht aus einem offenen 8 m × 8 m großen und 9 m hohen quadratischen Tempel, einer 23 m hohen Säule, die eine 6 m hohe Figur trägt, deren Flügelspannweite 5 m beträgt, und ist insgesamt 38 m hoch. Die Statue wiegt ca. 3.500 kg.

### Tempel
Das Denkmal hat einen zweistufigen Sockel, auf dem ein über zwei Freitreppen erreichbarer Tempel mit quadratischem Grundriss nach griechisch-ionischem Vorbild errichtet wurde. Das Dach wird von acht Karyatiden und vier Eckpfeilern getragen. Auf den Außenseiten der Eckpfeiler sind insgesamt jeweils zwölf Reliefmedaillons mit den Persönlichkeiten der Einigungskriege und den Heldentaten des Herakles angebracht. In der Korenhalle selbst sind vier Mosaiken mit allegorischen Figuren angebracht. Das Dach des Tempels trägt an seinen vier Ecken Akroterien in Form von antiken Trophäen. Auf dem Dach steht die Säule, die die vergoldete Nike trägt.

#### Herakles-Medaillons
Die Nord- und Südseite der vier Eckpfeiler erzählen von den zwölf Heldentaten des Herakles, der diese auf Geheiß des Orakel von Delphi im Auftrag seines Vetters, des Königs Eurystheus von Mykene und Tiryns, zu vollbringen hatte (die Reihenfolge der Medaillons entspricht nicht der Reihenfolge der antiken Erzählung):
Auf der Nordseite des nordöstlichen Pfeilers von oben nach unten:
- 7. Tat: Einfangen des Kretischen Stiers
- 12. Tat: Heraufbringen des Wachhundes der Unterwelt, Kerberos, an die Oberwelt
- 4. Tat: Einfangen des Erymanthischen Ebers

Auf der Nordseite des nordwestlichen Pfeilers von oben nach unten:
- 6. Tat: Vertreibung der Stymphalischen Vögel
- 9. Tat: Herbeischaffung des Gürtels der Amazonenkönigin Hippolyte
- 3. Tat: Einfangen der Kerynitischen Hirschkuh

Auf der Südseite des südöstlichen Pfeilers von oben nach unten:
- 10. Tat: Raub der Rinderherde des Riesen Geryon
- 5. Tat: Ausmisten der Rinderställe des Augias
- 1. Tat: Erlegung des Nemëischen Löwen

Auf der Südseite des südwestlichen Pfeilers von oben nach unten:
- 2. Tat: Tötung der neunköpfigen Hydra (Lernäischen Schlange)
- 11. Tat: Pflücken der goldenen Äpfel der Hesperiden
- 8. Tat: Zähmung der menschenfressenden Rosse des Diomedes

#### Porträt-Medaillons
Die vier Eckpfeiler zeigen außen insgesamt zwölf Medaillons mit den Porträts zeitgenössischer Persönlichkeiten der Königreiche Preußen und Bayern; die Blickrichtung ist stets nach innen gerichtet:
- Auf der Westseite des nordwestlichen Eckpfeilers sind von oben nach unten die Könige von Preußen bzw. Deutschen Kaiser Wilhelm I., Friedrich III. und Wilhelm II. abgebildet, die während des Deutsch-Französischen Krieges 1870/1871 und der sich daran anschließenden 25-jährigen Friedensperiode regierten. Friedrich III. war als Kronprinz auch Befehlshaber im Krieg.

- Auf der Westseite des südwestlichen Eckpfeilers sind von oben nach unten die Könige von Bayern Ludwig II., Otto und Prinzregent Luitpold zu sehen, die während des Deutsch-Französischen Krieges 1870/1871 und der sich daran anschließenden 25-jährigen Friedensperiode regierten.

- Auf der Ostseite des nordöstlichen Eckpfeilers sind die bayerischen Persönlichkeiten zu sehen: Ludwig von der Tann, Jakob von Hartmann und Siegmund von Pranckh, die als Generäle der Bayerischen Armee (Tann und Hartmann) bzw. Kriegsminister des Königreichs Bayern (Pranckh) eine Rolle in den Einigungskriegen spielten.

- Auf der Ostseite des südöstlichen Eckpfeilers sind die preußischen Persönlichkeiten zu sehen: Albrecht von Roon, Otto von Bismarck sowie Helmuth von Moltke, die als Generäle der Preußischen Armee (Roon und Moltke) bzw. Ministerpräsident des Königreichs Preußen (Bismarck) eine Rolle in den Einigungskriegen spielten.

#### Allegorien-Mosaike
In der Halle des Tempels befinden sich vier großflächige Jugendstil-Mosaike aus Glassteinen. Sie stellen Allegorien des Krieges, Sieges, Friedens sowie Wohlstands dar. Die allegorische Thematik spiegelt den Geist des zeitgenössischen Symbolismus wider. Die Flächigkeit der Abbildungen entspricht der ästhetischen Auffassung des Jugendstils und des Münchener Secessionsstils.
- Die Allegorie des Krieges auf der Nordseite zeigt zwei antike Krieger, die miteinander kämpfen. Im umgebenden Ornamentrahmen setzen zwei Schlangen zum Todesbiss an.
- Die Allegorie des Sieges auf der Südseite zeigt einen siegreichen Krieger, der von der griechischen Siegesgöttin Nike bekränzt wird. Die im Bildunterrand dargestellten springenden Löwen auf blauem Grund zeigen den bayerischen Anteil am Sieg über Frankreich.
- Die Allegorie des Friedens auf der Westseite zeigt eine Frau mit Lorbeerkranz und Palmzweig. Im Hintergrund sind ein Denker und ein Bildhauer, der die Göttin Athene aus Stein haut, als Sinnbild für Kunst und Philosophie zu erkennen.
- Die Allegorie des Wohlstands auf der Ostseite zeigt eine auf einer Stufe thronende Frauengestalt mit einer Fackel und Ähren in den Händen. Im Hintergrund sind zwei Schmiede und ein Ackerbauer bei der Arbeit zu erkennen. Die Schiffe und Füllhörner am Bildunterrand symbolisieren den Segen und Reichtum des regen Schaffens.

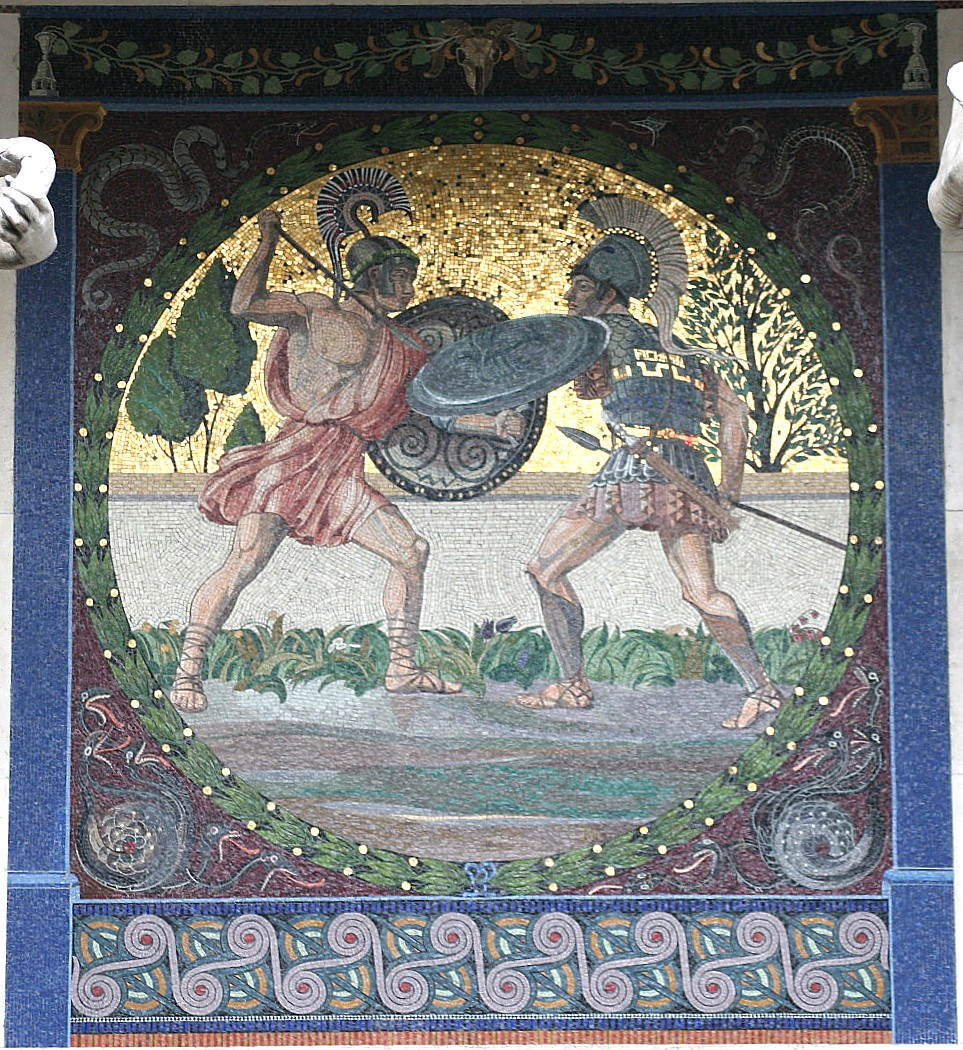
Krieg
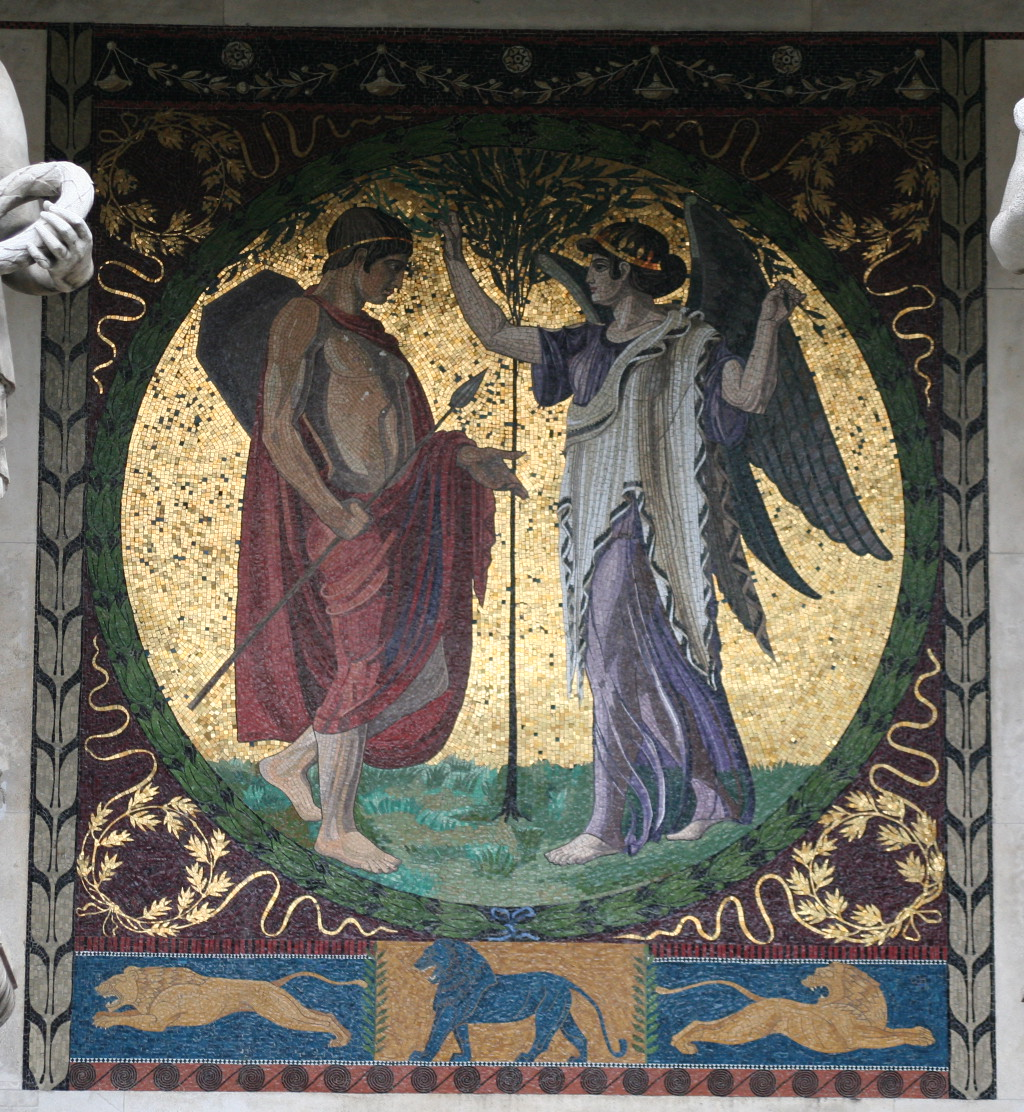
Sieg
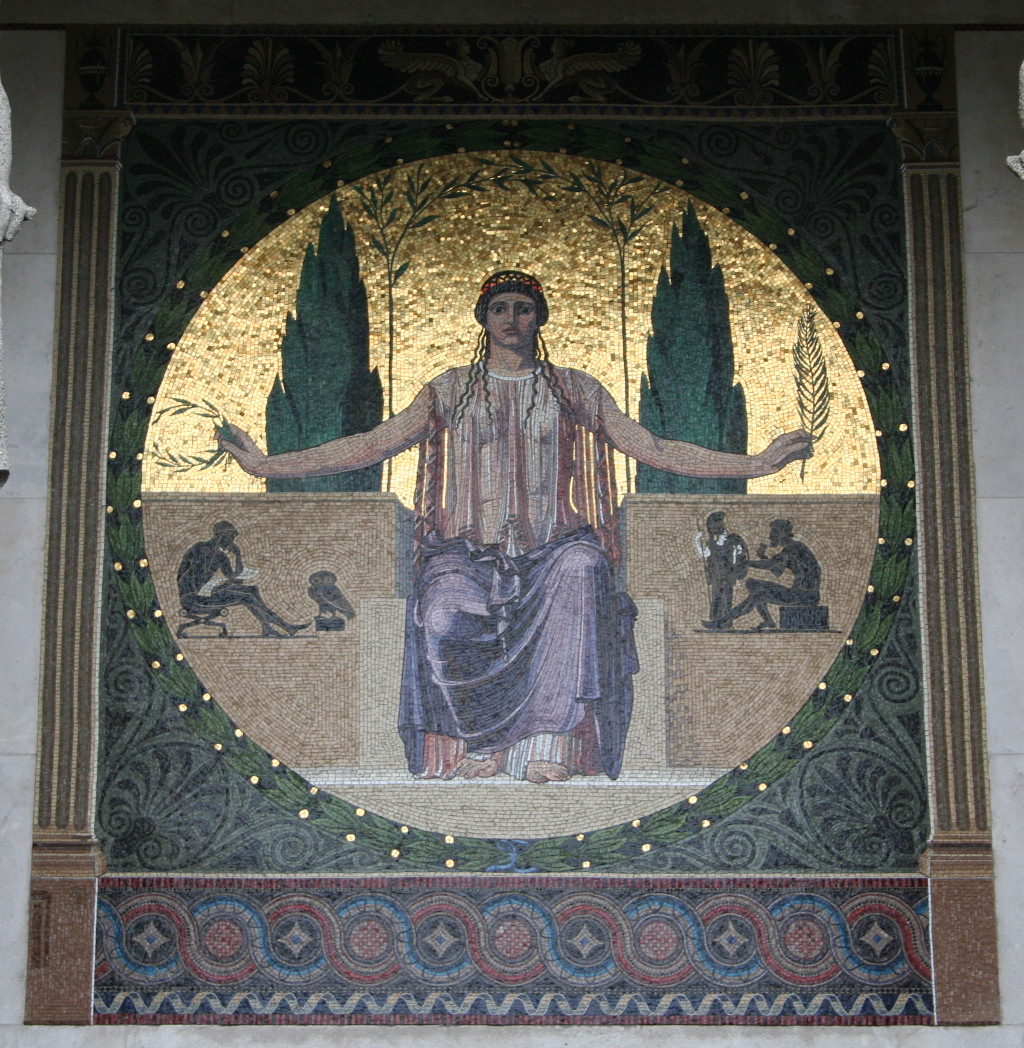
Frieden
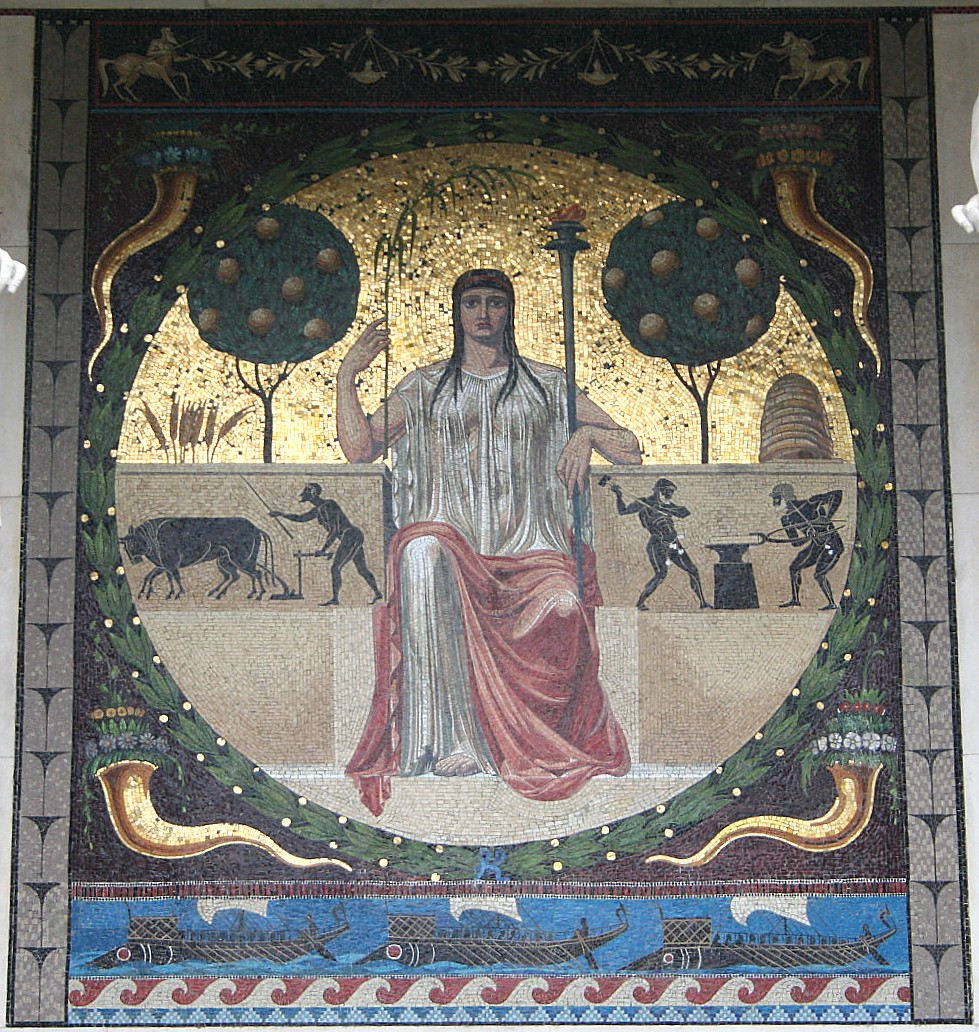
Wohlstand

### Säule
Über dem Tempel erhebt sich die 23 Meter hohe Säule korinthischer Ordnung mit kanneliertem Schaft. Sie ruht auf einer ornamentierten Basis mit quadratischem Sockel. Ihren Abschluss bildet ein Kapitell korinthischer Ordnung mit einem weiteren Aufsatz, der den eigentlichen Friedensengel trägt.

### Friedensengel

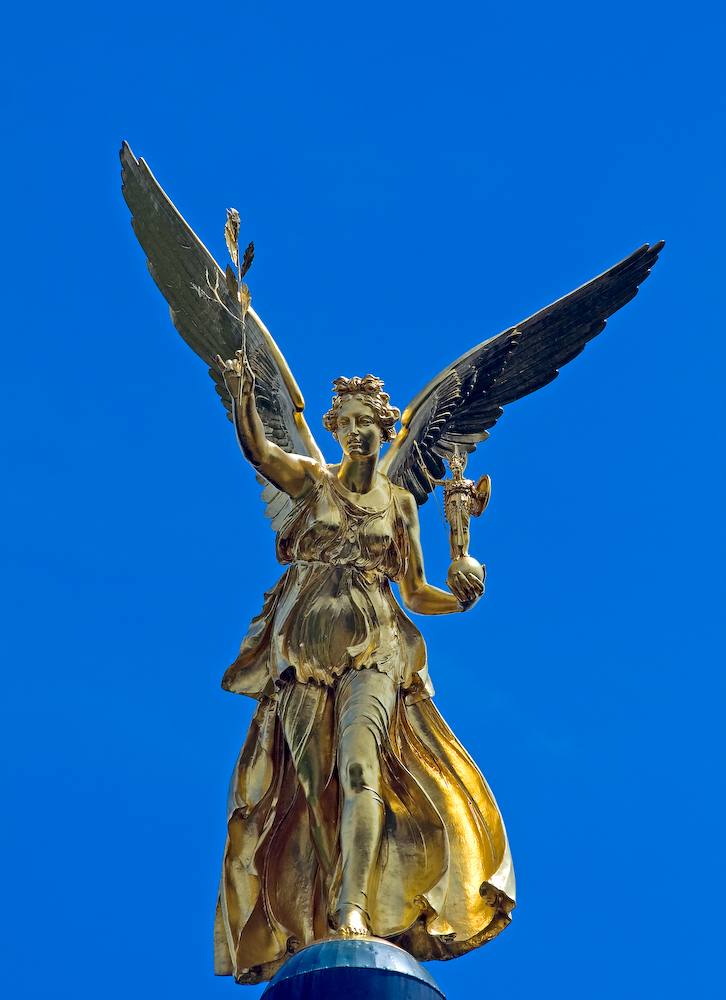
Der Friedensengel

Der „Friedensengel“ ist kein Engel im christlichen Sinne, sondern ein Friedensgenius, der als schreitende griechische Siegesgöttin Nike dargestellt ist. Auch symbolisiert sie nicht die antike Friedensgöttin Eirene. Damit liegt die symbolische Aussage mehr auf der Betonung des siegreichen Kriegs als Voraussetzung für Frieden und Wohlstand. Die Figur steht auf einer kannelierten korinthischen Säule, die von einem Bronzekapitell bekrönt wird. Die Säule ist nicht begehbar. Der Friedensengel bildet den figuralen Abschluss des Denkmals und ist vergoldet.
Während des Zweiten Weltkriegs musste die Figur aus Luftschutzgründen getarnt werden.
Die Figur aus blattvergoldetem Bronzeguss ist eine Gemeinschaftsarbeit der Künstler Heinrich Düll, Georg Pezold und Max Heilmaier. Es wurde vom Erzgießer Ferdinand von Miller d. J. gegossen. In der rechten Hand hält sie den Ölzweig als Symbol des Friedens, in der linken Hand ein auf einer Kugel stehendes Palladion. Unmittelbares Vorbild ist eine 50 cm hohe, aus dem ersten vorchristlichen Jahrhundert stammende Figur, die 1822 in Pompeji gefunden wurde (Nike des Archäologischen Nationalmuseums Neapel),:7 und die in Beziehung mit der Nike des Paionios steht.:23
Wegen drohender Absturzgefahr wurde der Engel 1981 – unsachgemäß – demontiert, was anschließend eine umfangreiche Restaurierung der Bronzefigur notwendig machte. Dabei wurden das Standbein und beide Flügel erneuert. Die Stellung der Flügel ist aus statischen Gründen gegenüber dem ursprünglichen Zustand steiler. 1983 wurde die Plastik wieder auf ihren Platz an der Spitze der Säule gehoben. Zum hundertjährigen Jubiläum des Friedendenkmals 1999 wurde der Friedensengel erneut renoviert und neu vergoldet. Alle anderen Bauteile und Figuren der Anlage wurden ebenfalls gereinigt und ausgebessert.

## Luitpoldterrasse

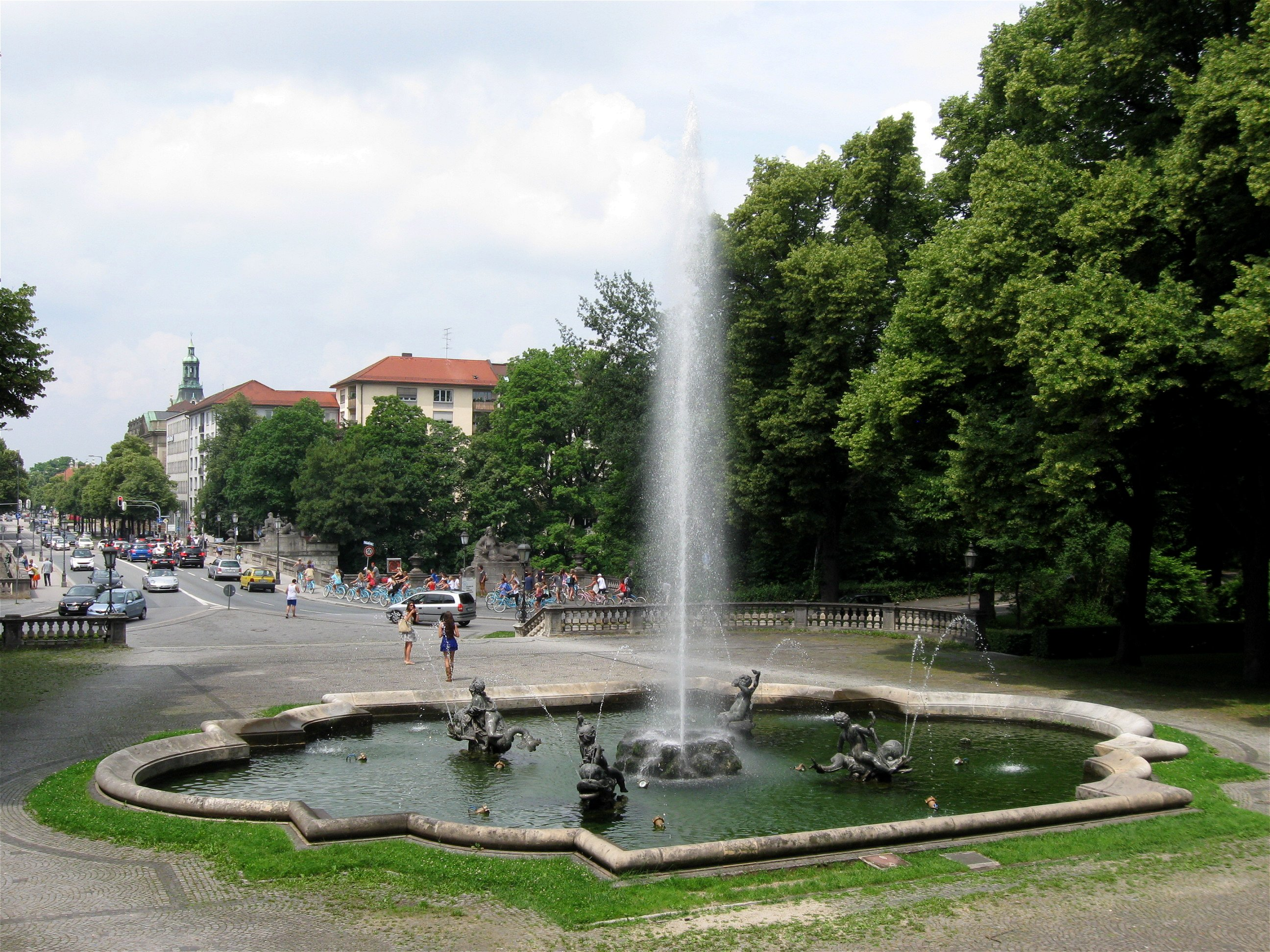
Der Springbrunnen unterhalb der Luitpoldterrasse

Für den Bau der Terrasse reichte zunächst der bekannte Bildhauer Adolf von Hildebrand einen Entwurf ein, der jedoch nicht verwirklicht wurde. Der Plan von Hildebrand sah auf der Terrasse jeweils links und rechts einen Tee-Pavillon vor. In der Mitte des Platzes hätte man die Aussicht über die Stadt München genießen können. Allerdings versprach der Entwurf keinen monumentalen Abschluss der Prinzregentenstraße nach Osten hin und wurde deswegen verworfen.:174
Am 6. Juli 1890 entschied sich der bayerische Prinzregent Luitpold für ein Modell, das der Königlich Bayerische Hofgärtendirektor Jakob Möhl zusammen mit seinem Mitarbeiter Wilhelm Zimmermann vorgestellt hatte. In den Jahren 1891 bis 1894 wurde die Anlage mit den beidseitigen Straßen-Auffahrtsrampen der Prinzregentenstraße für 200.000 Mark errichtet.:174
Die Terrassenanlage besteht aus einer steinernen Stützmauer, einer Treppenanlage sowie einer Brunnenanlage. Die steinerne Stirnwand bzw. Futterwand der Terrasse hat drei Rundbogennischen und wird durch Pilaster und Halbsäulen aus Trentiner Marmor gegliedert. Im Zentrum befindet sich eine künstliche Grottennische aus Tuff, in der Wasser in ein Becken aus Donaukalkstein tropft. Das Nachempfinden manieristisch-ruinöser Naturerscheinungen entspricht den Vorbildern der römischen und florentinischen Gartenarchitektur. Die Stützmauer wird von der Treppenanlage flankiert, die aus vier gegenläufigen und zweiarmigen Treppenaufgängen mit Balustergeländer besteht. Der Terrasse vorgelagert erstreckt sich die Brunnenanlage. Sie besteht aus einem Bassin mit einer Jura-Marmor-Einfassung, dessen Form aus einer Kombination geometrischer Basisformen besteht. Im Zentrum des Beckens sind Tuffsteine aufgeschichtet, aus denen in der warmen Jahreszeit eine Fontäne schießt.
Im Becken befinden sich vier wasserspeiende Delphinreiter, deren Originale (von insgesamt sechs) durch Wilhelm von Rümann ursprünglich für den Fortunabrunnen auf der Terrasse von Schloss Herrenchiemsee entworfen waren; das dortige Wasserbecken wurde nach dem Tod König Ludwigs II. wegen Undichtigkeit jedoch zunächst mit Rasen bepflanzt und vier der Reiter ins Bassin der Prinzregententerrasse verbracht. Dort wurden sie im Zweiten Weltkrieg schwer beschädigt. Bei der Wiedererrichtung der Anlage 1968 wurde auf eine Wiederherstellung zunächst aus Kostengründen verzichtet. Erst für die Wiederherstellung des Herrenchiemseer Fortunabrunnens 1990–1994 wurden die originalen sechs Güsse restauriert, parallel dazu vier neue Bronzeabgüsse erstellt und mit diesen 1993 auch im Becken der Prinzregententerrasse der Ursprungszustand wiederhergestellt.

## Sonstiges
Bereits im Jahre 1873 wurde die Berliner Siegessäule enthüllt, die u. a. auch an den Deutsch-Französischen Krieg erinnert. Das Berliner Denkmal ist allerdings mehr dem (siegreichen) Krieg als dem Frieden gewidmet und unterscheidet sich damit in seiner Symbolik vom Münchner Denkmal.
Im Münchner Sprachgebrauch (unter den „Einheimischen“) ist die Bezeichnung Friedensdenkmal weitestgehend unbekannt. Hier wird der Begriff „Fried'nseng'l“ für das gesamte Ensemble vom Europaplatz bis hinunter zur Isar (inklusive der Grünanlagen, des Brunnens und der umlaufenden Prinzregentenstraße) verwendet – nicht nur für die Statue auf der Spitze. Auch die, in der Nähe befindliche, Haltestelle der Tramlinie 37 trägt die offizielle Bezeichnung Friedensengel/Villa Stuck.